# Moulbaix
Moulbaix (en picard Moulbé) est une section de la ville belge d'Ath située en Wallonie picarde dans la province de Hainaut.
C'était une commune à part entière avant la fusion des communes de 1977.

## Toponymie
Le nom de la localité est attesté sous les formes Molenbais en 1101, Molembais en 1184, Molenbeke, Molenbeche en 1218.
Il s'agit d'un composé de deux appellatifs toponymiques. Le second élément -baix se rencontre aussi bien en Belgique que dans la France du nord (ou il peut avoir diverses graphies -baix, -bais, -bet(s)). Il remonte au germanique *baki- « ruisseau » qui s'est perpétué dans le wallon bè « ruisseau ». Le premier élément Molen-, réduit à Moul-, représente le germanique *mulin ou *mulīn « moulin » (cf. vieux haut allemand mulin, mulî) qui a dû donner le vieux bas francique *molen (cf. néerlandais molen « moulin ») qui s'accorde mieux avec les formes anciennes. Le mot germanique a la même origine que le français moulin, terme issu du bas latin molīna, même sens.
Moulbaix est donc un cognat de Molenbeek et Molenbaix.

## Évolution démographique
- Sources : INS, Rem. : 1831 jusqu'en 1970 = recensements, 1976 = nombre d'habitants au 31 décembre.

## Patrimoine et culture

### Patrimoine architectural
- Le moulin de la Marquise construit en 1614 et transféré à Moulbaix en (1752) est le dernier moulin à vent en activité dans le Hainaut.

- Le château: près de l'église se dissimule, dans un grand parc, un surprenant château du XIXe siècle, construit dans le style Tudor.

- L’église paroissiale de Saint-Sulpice : construite sur les ruines de l'ancienne chapelle du château en 1750, l'église étonne par un clocher à bulbe particulier. À noter également la présence d'une chapelle néo-gothique seigneuriale en pierre blanche.

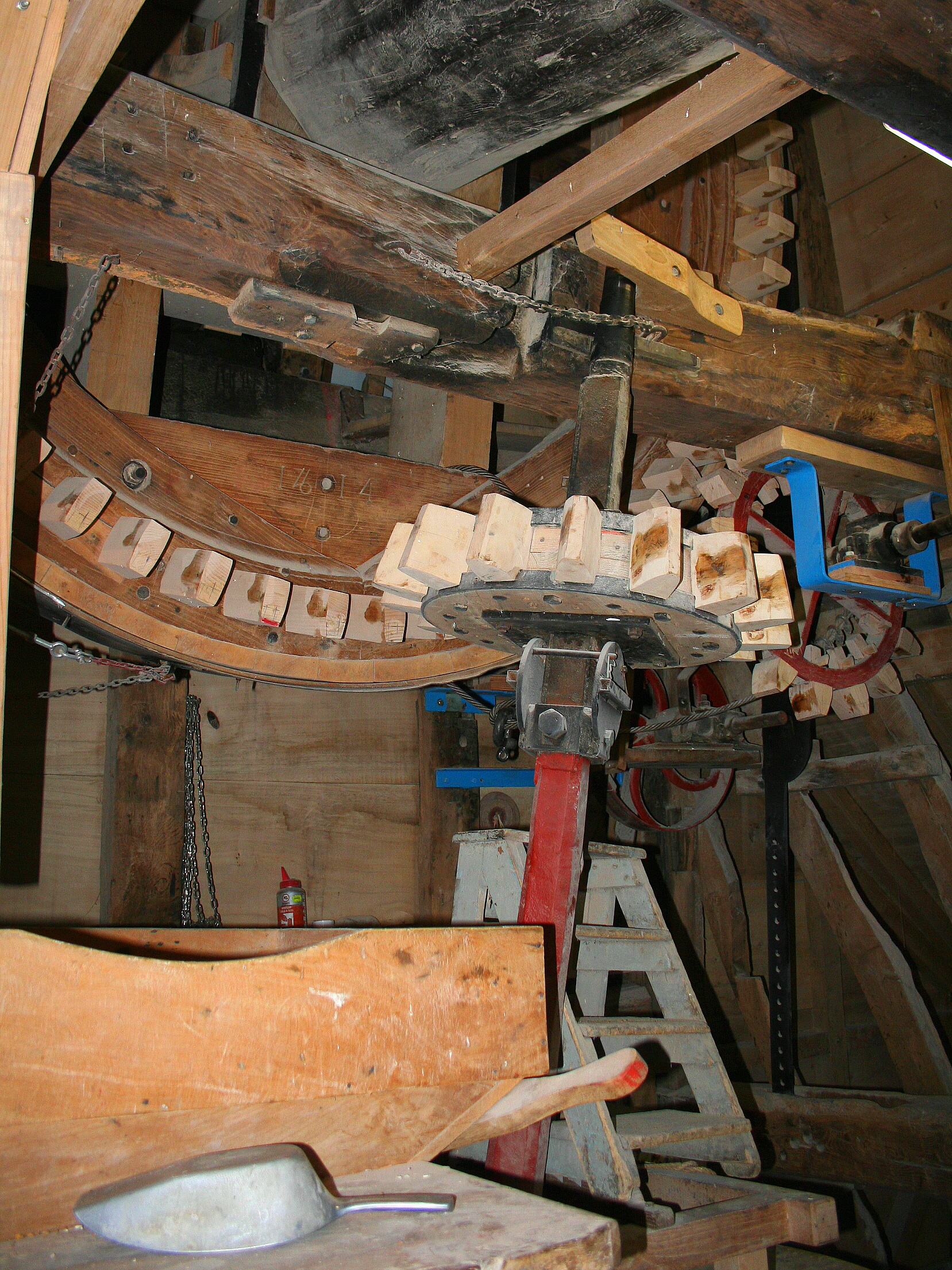
Engrenages du moulin de la Marquise.
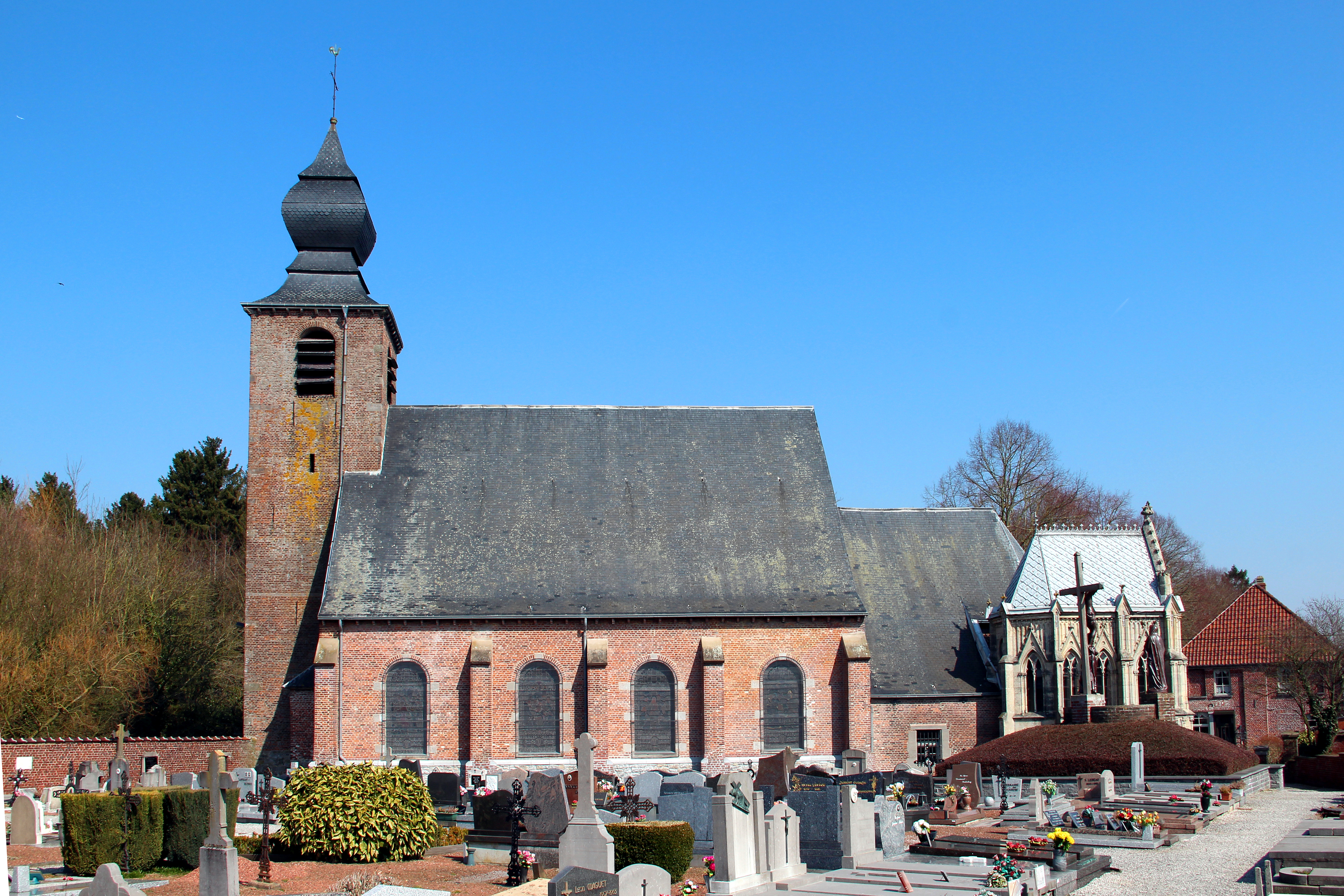
L'église Saint-Sulpice (1750).

## Personnalités
- Jean-Gabriel du Chasteler[3] (1763-1825), général dans l'armée impériale autrichienne, est né à Moulbaix.